# Puig del Coll (Rajadell)
El Puig del Coll és una muntanya de 570 metres que es troba al municipi de Rajadell, a la comarca catalana del Bages.